# Kloster Lauenburg
Das Kloster Lauenburg war eine Ordensniederlassung der Franziskaner-Observanten in Lauenburg in Pommern (jetzt Lębork) im 16. Jahrhundert.

## Lage
Das Kloster befand sich in der mittelalterlichen Stadt Lauenburg. Später gab es an dieser Stelle den Klosterplatz. 
Gebäudereste sind nicht erhalten.

## Geschichte
Über das Kloster ist nur eine zeitgenössische Urkunde von 1543 erhalten.
Es wurde wahrscheinlich im frühen 16. Jahrhundert (1517?) für die Franziskaner-Observanten (Bullatenbrüder) gegründet, als letztes mittelalterliches Kloster in Pommern. Der Konvent besaß einige Äcker und Wiesen in der Umgebung sowie weitere jährliche Einkünfte (wahrscheinlich aus Stiftungen von Bürgern).
1535 wurde es dann offenbar  wie die anderen Klöster in Pommern geschlossen.
1543 war es verfallen (vorfallen und wusde [wüst]). In diesem Jahr schenkte es der pommersche Herzog Barnim XI. seinem früheren Kanzler und Hauptmann von Lauenburg Jacob Wobeser.